# 渡部寛太
渡部 寛太（わたなべ かんた、1996年3月1日 - ）は、ジャパンラグビーリーグワン三重ホンダヒートに2023-24シーズンまで所属していたラグビー選手。

## プロフィール
- 愛媛県出身[1]。
- ポジションはウィング(WTB)、フルバック(FB)。
- 身長 186 cm、体重 90 kg
- 日本代表のバックアップメンバーに選ばれたことがある[2]。

## 略歴
2014年、北条高校卒業後、明治大学に入る。なお北条高校時代、高校日本代表候補に選ばれたことがある。
2018年、明治大学卒業後、Honda Heat(現・三重ホンダヒート)に加入。
2021年4月10日にジャパンラグビートップリーグ第7節三菱重工相模原ダイナボアーズ戦に途中出場で公式戦初出場を果たす。
2024年5月、三重ホンダーヒートを退団。